# Xã Union, Quận Logan, Ohio
Xã Union (tiếng Anh: Union Township) là một xã thuộc quận Logan, tiểu bang Ohio, Hoa Kỳ. Năm 2010, dân số của xã này là 819 người.